# Wilhelm Mühlhoff
Wilhelm Mühlhoff (* 25. September 1892 in Essen; † 8. September 1955 in Hamm) war ein Politiker der Zentrumspartei.

## Beruf
Mühlhoff war Kaufmann. Zeitweise war er als Reisender in der Nahrungsmittelbranche tätig. Später wurde er Betriebsleiter und stellvertretender Geschäftsführer in einem Lebensmittelunternehmen. Ab 1950 arbeitete er als Handelsvertreter. 

## Politik
Von 1926 bis 1933 war Mühlhoff Mitglied der Zentrumspartei und trat auch nach 1945 der Partei wieder bei. Er war zeitweise Vorsitzender des Zentrums im Kreis Hamm. Außerdem war er Mitglied der Deutschen Angestellten Gewerkschaft und des Verbandes der Reisenden Kaufleute Deutschlands. 
Im Jahr 1946 war Mühlhoff Mitglied des Provinzialrates Westfalen und 1946 und 1947 Mitglied des ernannten Landtages von Nordrhein-Westfalen. Über die Landesliste seiner Partei zog er in der ersten und zweiten Wahlperiode in den Landtag ein und war bis 1954 Abgeordneter. 